# Sobarocephala latifrons
Sobarocephala latifrons är en tvåvingeart som beskrevs av Friedrich Hermann Loew 1860. Sobarocephala latifrons ingår i släktet Sobarocephala och familjen träflugor. Inga underarter finns listade i Catalogue of Life.